# Hervé Fabre-Aubrespy
Hervé Fabre-Aubrespy, né le 20 juillet 1956 à Lyon, est un haut fonctionnaire et homme politique français.

## Biographie
Hervé Fabre-Aubrespy naît le 20 juillet 1956 dans le 6e arrondissement de Lyon,.
Il entre à l'École polytechnique, dans la promotion 1976 et y étudie jusqu'en 1979. Il prépare ensuite le concours d'entrée à l'École nationale d'administration (ENA) qu'il intègre en 1981. Sortant dans la botte de l'ENA, il choisit le Conseil d'État, où il est rapporteur à la section sociale.
La cohabitation signant le retour de la droite au pouvoir, il devient conseiller technique au cabinet du ministre de l'Intérieur Charles Pasqua. Dans le cadre du projet du Premier ministre Jacques Chirac de procéder à un nouveau découpage électoral, Hervé Fabre-Aubrespy est choisi pour assurer une liaison régulière entre Matignon et l'Élysée, où son point de contact est Michel Charasse, alors conseiller du président Mitterrand.
Parallèlement à cela, il est membre du conseil d'administration de l'ENA jusqu'en 1990.
De 1991 à son élection au Parlement européen en 1994, il est chargé de conférences en droit public à Sciences Po Aix.
Entre 2001 et 2008, il est maire de Cabriès, ville d'environ dix mille habitants située entre Aix et Marseille. Il n'est pas réélu en 2008 mais siège au conseil municipal dans l’opposition. Il rejoint alors le cabinet du Premier ministre François Fillon, où il est l'un de ses conseillers, à nouveau chargé du redécoupage électoral. Il quitte le cabinet en 2012, puis en 2014 est élu une seconde fois maire de Cabriès.
En vue des élections européennes de 2019, il apporte son soutien à Nicolas Dupont-Aignan.
Aux élections municipales de 2020, il n'est pas réélu maire de Cabriès mais continue de siéger au conseil municipal.
Lors des élections régionales de 2021, il rejoint la liste RN conduite par Thierry Mariani et est élu conseiller régional.
Il s'engage par la suite auprès de Marine Le Pen en prenant part à l'écriture d'un projet de loi sur l'immigration dans le cadre de la campagne présidentielle de 2022[source insuffisante]. Lors des élections législatives de 2022, il est désigné candidat dans la onzième circonscription des Bouches-du-Rhône par le RN.
Il est membre des Horaces, think tank de hauts fonctionnaires du RN,.
Lors des élections législatives de 2024, il est à nouveau candidat du Rassemblement national dans la onzième circonscription des Bouches-du-Rhône mais il est battu au second tour par le socialiste Marc Pena, favorisé par le retrait du député sortant de la majorité Mohamed Laqhila.

## Détail des fonctions et des mandats
Mandats locaux
- de 2001 à 2008 : maire de Cabriès
- de 2008 à 2014 : conseiller municipal de Cabriès
- de 2014 à 2020 : maire de Cabriès
- à compter de 2020 : conseiller municipal de Cabriès
- à compter de 2021 : conseiller régional de Provence-Alpes-Côte d'Azur.

Mandat parlementaire
- du 19 juillet 1994 au 19 juillet 1999 : député européen